# Château de Bricquebec
Le château de Bricquebec est un ancien château fort élevé sur motte, du Xe ou XIe siècle, entièrement reconstruit au XIVe siècle et remanié au XVIe siècle, dont les ruines se dressent sur le territoire de l'ancienne commune française de Bricquebec, dans le département de la Manche, en région Normandie. Il fut le centre de la baronnie de Bricquebec, et l'une des plus importantes places fortes des ducs de Normandie.
Il s'agit d'une ancienne demeure féodale construite vraisemblablement au XIe siècle, qui a subi depuis de nombreux remaniements et reconstructions. « Il brilla de tout son éclat au XIVe siècle ».
Les restes du château sont classés au titre des monuments historiques.

## Localisation
Les vestiges du château sont situés au centre du bourg de Bricquebec, sur une butte, au sein de la commune nouvelle de Bricquebec-en-Cotentin, dans le département français de la Manche. Sa position, sur un plateau, lui permettait de contrôler un carrefour de voies de communication qui permettaient de contourner les marais du nord au sud et d'est en ouest, dominant un gué sur une petite rivière que les Vikings installés ici appelèrent Brikbekk (le « ruisseau de la pente » ou le « ruisseau du quai »), contrôlant le passage d'un antique chemin allant de Valognes à la côte Est.

## Historique
La création d'un premier château de bois sur motte dans la première moitié du Xe siècle, en 942, est généralement attribuée à Anslec, connu sous le nom de « Anslec de Bricquebec », petit-neveu de Rollon. Pour André Davy, il s'agirait d'Anslec (Lancelot), fils de Hrolf Turtain, prince danois, baron de Bastembourg, qui reçut la baronnie de Bricquebec des mains de Guillaume Longue-Épée, confisqué sur Rioulf après sa rébellion contre l'autorité ducale et sa défaite sous les murs de Rouen en 933, avec le titre de comte du Cotentin et les fiefs du vaincu. Une grande partie du Cotentin passa alors sous sa domination. Anslec épousa Gerlotte, fille du comte de Blois, dont il eut Richard et Guillaume.
Richard Turtain (Turstin ou Toussaint) (° v. 945), baron de Bricquebec et Montfort-sur-Risle et du Rozel, épousa N. Aubere, avec qui il eut trois fils : Hugues le Barbu, seigneur du Rozel et Barneville, qui fonda la branche de Montfort, Richard qui épousa la fille unique de John de Mitford et créa la souche de ce nom, et Guillaume Ier (° v. 970-1010), baron de Bricquebec, vicomte du Cotentin, qui prit le nom de Bertran.
Le premier seigneur de Bricquebec attesté par les textes est Robert Ier Bertran, qui vers 1060 est l'auteur d'une donation conséquente en faveur de l'abbaye Saint-Ouen de Rouen, comprenant l'église de Bricquebec et d'autres des environs, et est témoin à la même période de plusieurs actes ducaux, et porte ponctuellement un titre vicomtal.
En 1172, Robert IV Bertran devait pour sa baronnie de Bricquebec le service de cinq chevaliers et détenait en propre le service de trente-trois chevaliers. Il décède avant janvier 1194, date à laquelle son héritage est confirmé à son fils aîné, Robert V Bertran. Ce dernier décèdera en 1202, et l'héritier de la baronnie étant mineur, dut attendre 1207 pour récupérer ses fiefs normands, confisqués par Philippe Auguste.
Le château chef-lieu de la baronnie cotentinaise des Bertran deviendra dès le dernier tiers du XIIe siècle leur résidence privilégiée qu'ils conserveront jusqu'au XIVe siècle. Au XIVe siècle Robert VIII (v. 1273-1348) renforce considérablement ce premier château. C'est de cette période que date le donjon ainsi que l'enceinte et les nombreuses tours qui subsistent aujourd'hui.
Le château passe ensuite par mariage à la famille Paisnel à la suite du mariage, en juin 1338, de Jeanne Bertran l'aînée avec Guillaume VI Paisnel († 1361), chevalier, baron de Hambye, seigneur d'Olonde et capitaine des ports et frontières de Normandie à la suite de son beau-père.

### Guerre de Cent Ans
En 1360, Charles II de Navarre en hostilité avec le roi de France Jean II le Bon réquisitionne le château et y cantonne une garnison anglo-navarraise avec capitaine. Celui-ci, à la suite d'un accord passé le 6 mars 1365 entre les deux souverains, avec entre autres la restitution des châteaux de Moulineaux, de Hambye et du « fort de Bricquebec ».
Lors de la première période de la guerre de Cent Ans, la place occupé par les Anglais est reprise par les troupes de Charles V après son sacre en 1364.
En 1370, la garnison de la place est relativement faible et ne compte qu'un seul homme d'armes et quatorze servants. En 1372, avant de perdre la place de Saint-Sauveur, un détachement Anglais tentera, sans succès, de s'emparer du château de Guillaume VII Paisnel, fils de Guillaume, baron du lieu. Les assaillants seront massacrés ou jetés dans les fossés lors de cette attaque nocturne, qui à la faveur de l'obscurité avaient réussi à escalader les remparts. La garnison aux ordres de son capitaine Huguenin des Bois, échanson de Charles V, en 1375, participera au siège et à la prise du château de Saint-Sauveur.
Au début du XVe siècle, Foulque IV Paynel († 1413), fils de Guillaume Paisnel l'aîné, baron de Hambye et de Bricquebec, seigneur de Chanteloup, de Moyon, de Créances, d'Apilly (Saint-Senier-sous-Avranches), du Merlerault et de Gacé, est un puissant seigneur de Normandie, chevalier banneret qui regroupe sous ses armes, quatre bacheliers et de dix à quatorze écuyers.
En 1418, le roi Henri V d'Angleterre après avoir conquis la Normandie, offre la place à Guillaume de la Pole, comte de Suffolk. Ses propriétaires légitimes, Louis d'Estouteville qui a épousé en 1415 l'héritière des Paynel, Jeanne Paynel de Moyon, fille de Nicol, s'enferment au Mont-Saint-Michel. En 1429, le comte de Suffolk est fait prisonnier à la bataille de Jargeau et pour payer sa rançon vend Bricquebec à Bertin de Entwistle, son lieutenant, qui abandonne, en 1449, le château sans combattre devant les troupes françaises et leur puissante artillerie, lors du recouvrement de la Normandie.

### Renaissance
Le château est restitué en 1450, après la bataille de Formigny, à Louis II d'Estouteville. Guillaume Dursus, seigneur de Lestre, entré, dès 1523, au service de Mme d'Estouteville sera capitaine de la place. C'est à cette famille d'Estouteville que l'on doit la grande tour carrée de l'Horloge et qui rajoute un dernier étage au donjon.
En avril 1532, venant de Coutances, le roi François Ier y séjourne avant de rallier Cherbourg le 28. Adrienne d'Estouteville (1512-1560), descendante de Louis et dernière du nom, épouse le 9 février 1534 le comte de Vendôme, François de Bourbon, cousin du roi François Ier,. Un peu avant le milieu du XVIe siècle, les d'Estouteville abandonnent le vieux château comme résidence au profit du château des Galleries, qui vient d'être construit non loin, jugé plus confortable.

### XVIIe–XVIIIesiècles
Par la suite le château et la baronnie passe par mariage aux Orléans-Longueville. Marie d'Orléans de Longueville cède, pour 350 000 francs, les terres de Bricquebec, d'Orglandes et de Blosville, à son cousin le maréchal de Matignon, et un peu avant la Révolution, les terres de Bricquebec sont la possession de la famille de Montmorency. Déjà tombé depuis longtemps en décrépitude, le château est pillé et dévasté à cette période.

### Époque contemporaine
Le 29 juillet 1814, Anne-Louise-Caroline de Goyon de Matignon, épouse du duc de Montmorency, Anne Charles François de Montmorency, vend le château à un particulier, M. Charles Lemarinel, qui rétrocèdera dix ans plus tard le donjon et la tour de l'Horloge, la salle des chevaliers en 1824, le chartrier et la vieille enceinte à la ville en 1831,. Le 18 août 1857, la reine Victoria, avec son mari et trois de ses enfants, profitant d'un voyage à Cherbourg, vient à Bricquebec visiter le vieux château et dormir dans l'hôtel. En 1957, c'est le général Montgomery qui visite le château.

## Description
Le château de Bricquebec construit pour l'essentiel aux XIIIe et XIVe siècles se présente sous la forme d'une enceinte assez bien conservée flanquée de tours rondes, hexagonales et quadrangulaires que domine un donjon découronné polygonal à onze côtés (ondécagonal) unique en Europe[réf. nécessaire].
La salle d'apparat (aula) romane d'époque Plantagenêts avec la chambre seigneuriale (camera), la tour maitresse (turris) et la chapelle canoniale (capella) qui complétait, formait un ensemble castral qui pouvait rivaliser avec les principaux châteaux ducaux. Après le donjon, la plus importante tour est la tour de l’Épine dont le rez-de-chaussée est occupé par des cachots, et surmontée par des étages d'habitation. Le château roman du Xe ou XIe siècle entièrement reconstruit au XIVe et remanié au XVIe siècle offre « l'exemple le plus intéressant et le plus imposant d'architecture militaire du Moyen Âge en Cotentin ».
L'organisation de la cour actuelle, selon un tracé ovalaire de l'enceinte, qui maintient probablement dans ses grandes lignes l'assise de l'implantation primitive, comprend successivement en commençant par le front ouest et dans le sens des aiguilles d'une montre :
- le donjon ; placé sur l'enceinte[note 3], sur le front occidental, à la place d'une tour d'angle, est construit au XIVe siècle sur une motte de terre en tronc de cône de dix-huit mètres de hauteur et de cinquante mètres de diamètre[note 4]. Il a la forme d'un polygone à onze côtés[note 5] avec aux angles des arêtes chainées de pierre de taille. Il semble qu'il ait été construit là pour assurer la défense de la porte d'entrée[1]. Divisé en cinq niveaux et haut de 22,30 mètres avec un diamètre extérieur de dix mètres et des murs épais de 2,5 mètres[1], sa base présente un fruit et il prend le jour par des baies datant des XVe et XVIe siècles[25]. Il comprend un caveau voûté dont le diamètre n'est plus que de 5,63 m au niveau du sol[note 6], un rez-de-chaussée faisant office probablement de cuisine, deux étages, séparés par des planchers, servant d'appartements et chauffés par des cheminées, et au sommet un étage réservé à la garde, sous une voûte d'arêtes à huit quartiers. Il ne subsiste aucun plancher, et l'on peut voir l'appareil primitif de la voûte en petites pierres de taille. Au rez-de-chaussée on trouve des ouvertures profondes en cul-de-four qui se terminent par de longues et étroites meurtrières. Les étages sont desservis par un escalier intérieur à vis de 113 marches qui débouche par un lanternon dressé sur la plate-forme du donjon. Cette dernière était protégée par un parapet crénelé et une couronne de mâchicoulis, posés en encorbellement sur vingt-sept arcades cintrées, destinées au tir plongeant[note 7]. Au centre de la plate-forme se dressait un pavillon circulaire surmonté d'un toit pointu, aujourd'hui disparu[1]. C'est du côté ouest qu'un bourg castral s'est rapidement développé, au pied de la tour maitresse, alors qu'une basse-cour entourée de jardins et de parcs de chasse s'étendait vers l'est, sur un vaste terrain (l'actuelle place des Buttes et place Sainte-Anne)[28] ;

Il subsiste de l'époque romane, affleurant au sommet de la motte, les probables vestiges, sous les fondements du donjon polygonale actuel rebâtie au tout début du XIVe siècle puis doublée et rehaussée au XVe siècle, d'une tour maitresse circulaire. Les parements conservés sur plusieurs assises de maçonnerie, qui débordent au nord et à l'est, ne présentent aucune connexion avec le donjon, excluant ainsi le fait qu'il puisse s'agir de simples fondations. Sa destruction pourrait coïncider avec la suppression du bas-côté de la grande aula romane consécutive à un incendie dont on peut voir les traces de rubéfaction à l'intérieur des combles et sur le fût des colonnes situées aux deux extrémités du bâtiment ;
- la tour de l'horloge (châtelet d'entrée) ; située au centre du front ouest, haute de trois étages, reliés entre eux par un escalier tournant, chaque étage offrant une salle. C'est l'accès principal à la forteresse et son sommet est surplombé sur l'extérieur de mâchicoulis. Un musée d'histoire et de minéralogie y a aujourd'hui trouvé place. La lourde poterne carrée à contreforts percée d'une porte charretière étroite et d'une porte piétonne était sous la protection du donjon. Le châtelet, quasiment intacte, était flanqué d'une tour dont il subsiste des vestiges ;
- le chartrier ; terminant le front ouest, c'est une tour carrée du XVe siècle[30], au rez-de-chaussée voûté d'un triple faisceau d'arcades[31]. C'est dans cette tour qu'étaient conservées les archives du seigneur du lieu, essentiellement ses titres de propriété ;
- les deux tours polygonales ; elles flanquaient une poterne ouverte dans l'enceinte au nord. De chaque côté de la porte et accrochés à la courtines on trouvait deux logis. Celui de gauche présente au premier étage une cheminée sculptée et deux fenêtres munies de bancs de pierre ;
- les deux tours rondes ; la première terminant le front nord, la seconde se rattachait, sur le front oriental, à la tour de l'Épine. On a construit entre elles, au XIXe siècle une habitation moderne ;
- la grosse tour ronde ou tour de l'Épine. Elle forme la limite sud-est du mur d'enceinte. Intacte dans son gros œuvre, elle est haute de deux étages, avec un diamètre extérieur de 12,80 mètres, elle a perdu ses voûtes, ses planchers et son toit polygonal. Au rez-de-chaussée on trouve des cachots, et au-dessus deux étages d'habitation avec des vestiges de cheminée. Il subsiste un pan de la courtine qui assurait la liaison avec la tour ronde, percé de deux fenêtres gothiques encore en place ;
- le bastion plat au centre du front sud ; rectangulaire il mesure 19,45 mètres de longueur pour une largeur de 4,63 mètres. Construit en saillie sur le mur d'enceinte, il est percé de meurtrières et surmonté d'un chemin de ronde. Il se relie à la tour de l'Épine par une courtine intacte ;
- un logis, dont il ne reste que très peu de vestiges, et qui était relié au donjon par une courtine (disparue), et était rythmé par des arcades aveugles rappelant le logis du Mont-Saint-Michel ;

À l'intérieur de l'enceinte on trouvait dans la cour, du côté sud un logis qui s'étendait sur tout ce côté, de la motte à la tour de l'Épine :
- un corps de logis, à droite, dont il ne reste que peu de chose. À sa place, on a construit un bâtiment moderne. Des dessins du début du XIXe siècle[note 8] montrent qu'un bâtiment se développait jusqu'au pied de la motte supportant la tour maitresse. L'aspect de son parement externe ponctué de hauts contreforts plats supportant quatre travées d'ogives peuvent laisser suggérer un corps de galerie permettant de relier la aula romane et le donjon, bien qu'il ait été largement modifié au XVe siècle par le percement de nouvelles fenêtres et l'ajout d'une tour d'escalier en vis[32] ;
- une partie centrale qui présente des vestiges romans, notamment deux portes dont l'une s'ouvrait sur la partie droite détruite du corps de logis, et qui devait se continuer vers la cour (pour se terminer par un perron ? devant l'ancien puits) ;
- le logis seigneurial ; grande salle romane qui mesurait initialement 24 m de longueur sur environ 15 m de large[note 9]. Elle date du début du XIIIe siècle[35] et est en partie conservé. Sa pièce principale était la salle des chevaliers. Elle a été converti en hôtel de tourisme (hôtel du vieux château). L'intérieur a subi une transformation totale[1]. La salle des chevaliers (salle du restaurant), vaste nef de plain-pied couverte sous charpente apparente, séparée en deux par deux gros piliers cylindriques surmontés de chapiteaux décorés de feuillages, a été un temps transformée en écurie. Au devant se dressait une « salle » ou galerie qui s'ouvrait par quatre larges arcades de profil légèrement brisé, supportées par d'épaisse colonnes à chapiteaux ornés de décors romans, où sur l'un d'eux est figuré une scène de chasse à l'épervier[note 10]. À l'arrière du bâtiment, le mur gouttereau sud de près de 2 m d'épaisseur, qui formait initialement clôture de la haute cour, est percé par trois grandes fenêtres gothiques réparties entre quatre contreforts. Au centre de la salle, entre deux de ces fenêtres, prenait place une cheminée dont seule l'ouverture de conduit, abritée dans un contrefort, est encore visible de nos jours depuis les combles. L'intérieur de l'édifice devait être agrémenté d'un décor peint, comme le laisse à penser les traces de polychromie subsistant dans l'ébrasement des baies. L'extrémité ouest de la grande salle qui est de plain-pied est prolongée par une travée supplémentaire bâtie sur deux niveaux. Au-dessus d'un rez-de-chaussée plafonné, on trouve une pièce haute — salle de retrait ou chambre de parement — qui avait ses murs tapissés d'arcatures en plein cintre. Un escalier droit intérieur fait communiquer la grande salle avec cette salle haute, et conduit à une porte romane en plein cintre coiffée d'une archivolte et d'un larmier, reposant sur des colonnes à chapiteaux végétaux, dérivé de l'ordre corinthien, dont le décor sculpté peut être comparé avec ceux de la nef de l'église de Sainte-Mère-Église, ainsi qu'un rapprochement stylistique avec les sculptures de la nef et du narthex de la cathédrale Saint-Pierre de Lisieux, édifiés dans les années 1160-1180 environ[36]. Depuis le palier de la porte romane du premier étage, on pouvait, par un étroit escalier à vis aménagé dans l'épaisseur du mur, accéder à un chemin de ronde courant au sommet du mur gouttereau sud de la salle. Ce même escalier desservait également un couloir voûté conduisant à des latrines situées dans un contrefort adossé à l'angle sud-ouest de l'édifice[37] ;
- la maison manable ; flanquée d'une tourelle à un angle, elle communiquait avec le logis principal et le bastion. C'est aujourd'hui une ruine. Selon E. Impey, elle communiquait avec la grande salle. Formant retour vers l'intérieur de la cour, la chambre seigneuriale (camera, constituait un bâtiment distinct, qui fut entièrement remanié au début du XIVe siècle avec l'ajout d'un voûtement, et est aujourd'hui complètement arasé au niveau du sol. Il devait comporter au moins un étage d'habitation au-dessus d'un rez-de-chaussée semi enterré et plafonné[29] ;
- la cave ou « crypte » du XIVe siècle, dans le prolongement nord de la salle des chevaliers. Elle constituait le rez-de-chaussée de la chambre seigneuriale et devait faire office de cellier. Composé de trois nefs, dont les voûtes d'ogives à fortes nervure reposent sur quatre rangées de piliers surmontés de chapiteaux ronds et octogonaux alternés, délimitant ainsi sept travées, dont la partie nord, éventrée, est aujourd'hui à l'air libre[3]. La structure excavée qui subsiste forme un rectangle de 19,8 × 8,2 m de superficie[29] ;
- l'ancien puits ;
- la chapelle canoniale dédiée à la Vierge. En 1456, elle était qualifiée de « belle et honorable ». Disparue peu après la Révolution française, elle apparaît sur les plans de la fin du XVIIIe siècle. Il subsistent plusieurs modillons  romans conservés dans la cave de la tour dite du Chartrier qui sont censés provenir de l'ancienne chapelle[29].

### État supposé vers l'an mille
Selon une reconstitution et dessin de Frédéric Scuvée : « Au milieu de la grande forêt dans la vallée du Bec se dressait un éperon rocheux. On aplanit son sommet par une étroite motte de terre, pour recevoir un logis en bois qu'entourait une clôture de rondins. Au pied de celle-ci on trouve une cour circulaire entourée d'un fossé (douve) et d'un talus renforcé d'une palissade en bois. Une tour de bois protège l'accès de la cour vers le ruisseau, une autre tour protège la porte sur une plus grande enceinte (actuelle place Sainte-Anne et des Buttes) légèrement fortifiée par un talus et d'épais réseaux d'épineux. Au pied de la motte, la route vers la mer traverse un gué aménagé, auprès d'un moulin à eau. Au nord, par l'antique route du château et du fisc de Brix. À droite, un chemin forestier se dirige vers le village de Bricquebec, à peu de distance. La grande enceinte servait de refuge pour les populations rurales dispersées dans la forêt. La petite enceinte ou basse-cour était surtout réservée au seigneur et à ses proches, serviteurs, hommes d'armes… Le château protégeait un important croisement de voies de communications. ».

## Honneur de Bricquebec
L'honneur de Bricquebec (du Xe  au début du  XIIIe siècle), que treize familles se partageaient, se situe dans la moitié nord-ouest du Cotentin. Il comprend, outre le chef-lieu, quinze paroisses formant d'une part, un noyau important et homogène entre Bricquebec et la côte ouest du Cotentin comprenant dix paroisses, et d'autre part, quelques fiefs isolés situés au sud-est de Bricquebec. Les  paroisses autour du noyau de Bricquebec sont : Magneville, Les Perques, Le Vrétot, Sénoville, Quettetot, Saint-Germain-le-Gaillard, Pierreville, le Rozel, Sottevast et Sotteville. Au nord-ouest, Vauville ; au sud, Canville-la-Rocque, Picauville, Blosville et Brucheville.
Parmi ses paroisses, cinq ont été dépendantes, dans la première moitié du XIIe siècle, d'autres honneurs avant d'être tenues au début du XIIIe siècle comme relaté dans les Scripta de feodis par celui de Bricquebec. Il s'agit des paroisses de Sottevast et Olonde (Canville-la-Rocque) tenues par Néhou, Saint-Germain-le-Gaillard et Pierreville tenues par Saint-Sauveur, et enfin de Blosville tenue par l'honneur de La Haye.

## Baronnie de Bricquebec
Au Moyen Âge, la baronnie de Bricquebec s'étend sur les paroisses de : Bricquebec, Sénoville, Saint-Martin-du-Mesnil, Quettetot, Canville-la-Rocque, Le Rozel, Brucheville. Elle annexera les baronnies d'Orglandes et de Blosville.
La baronnie possédait de nombreux fiefs à travers la Normandie : Auderville, Brucheville, Gréville, Magneville, Sottevast, Roncheville, Honfleur, Darneville, Sahus-en-Caux, la terre du Molay, Sénoville, Belval, Varenguebec, etc.
Relève également de la baronnie les terres de : la Vente aux Saulniers ; des Petits Prés ; du Piqueret ; du Bigard ; du Quesnay ; de l'Oraille (L'Étang-Bertrand - au trans du pont Durand)

## Protection
Les restes du château sont classés au titre des monuments historiques par liste de 1840.

## Possesseurs
Liste non exhaustive.
- Ansleck (v. 942)
- Thurstin de Bastembourg (v. 975)
- Famille Bertran
  - Guillaume Ier Bertran († 1010), fils du précédent
  - Guillaume II Bertran
  - Robert Bertran Ier († 1082)
  - Robert Bertran II († 1138), fils du précédent
  - Robert Bertran IV († 1194)
  - Robert Bertran VII († v. 1307)
  - Robert Bertran VIII († 1348)
  - Guillaume Bertran (1348-1352)
- Famille Paynel (XIVe siècle, par mariage)
  - Guillaume VI Paisnel, époux de Jeanne Bertran l'ainée
  - Guillaume VII Paisnel, fils du précédent
  - Foulques IV Paisnel († 1413), fils du précédent
  - Nicol Paisnel
- Intermède Anglais
  - William de La Pole (1418-1429)
  - Bertin de Entwistle (1429-1449)
- Famille d'Estouteville
  - Louis II d'Estouteville (1450), époux de Jeanne Paisnel et fille de Nicol
  - Michel d'Estouteville, fils du précédent
  - Jacques d'Estouteville, fils du précédent
  - Jean III d'Estouteville, fils du précédent
  - Adrienne d'Estouteville, fille du précédent
- François de Bourbon (1534), époux de la précédente
- Marie de Bourbon-Saint-Pol (1556-1562), fille du précédent
- Charles-Auguste Goyon de Matignon
- Mme de Longueville (1596)
- Marie-Thomas de Matignon (v. 1745)
- Montmorency-Luxembourg (1784-1814)
- Ville de Bricquebec

## Visite
Les extérieurs du château sont en accès libre. Le Pays d'art et d'histoire du Clos du Cotentin organise des visites guidées ainsi que des animations notamment en été.

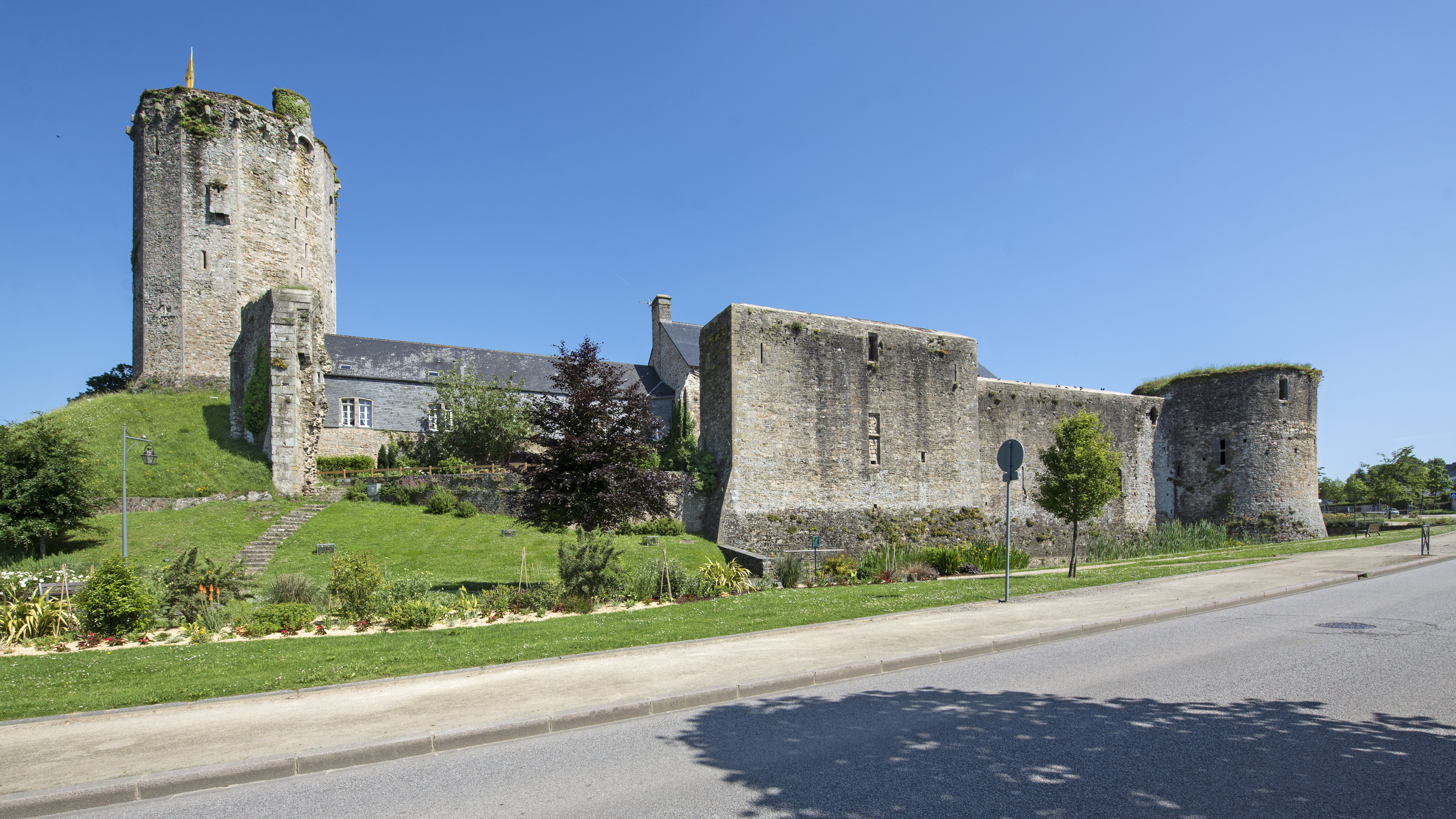
Le donjon et les remparts vus de l'extérieur.
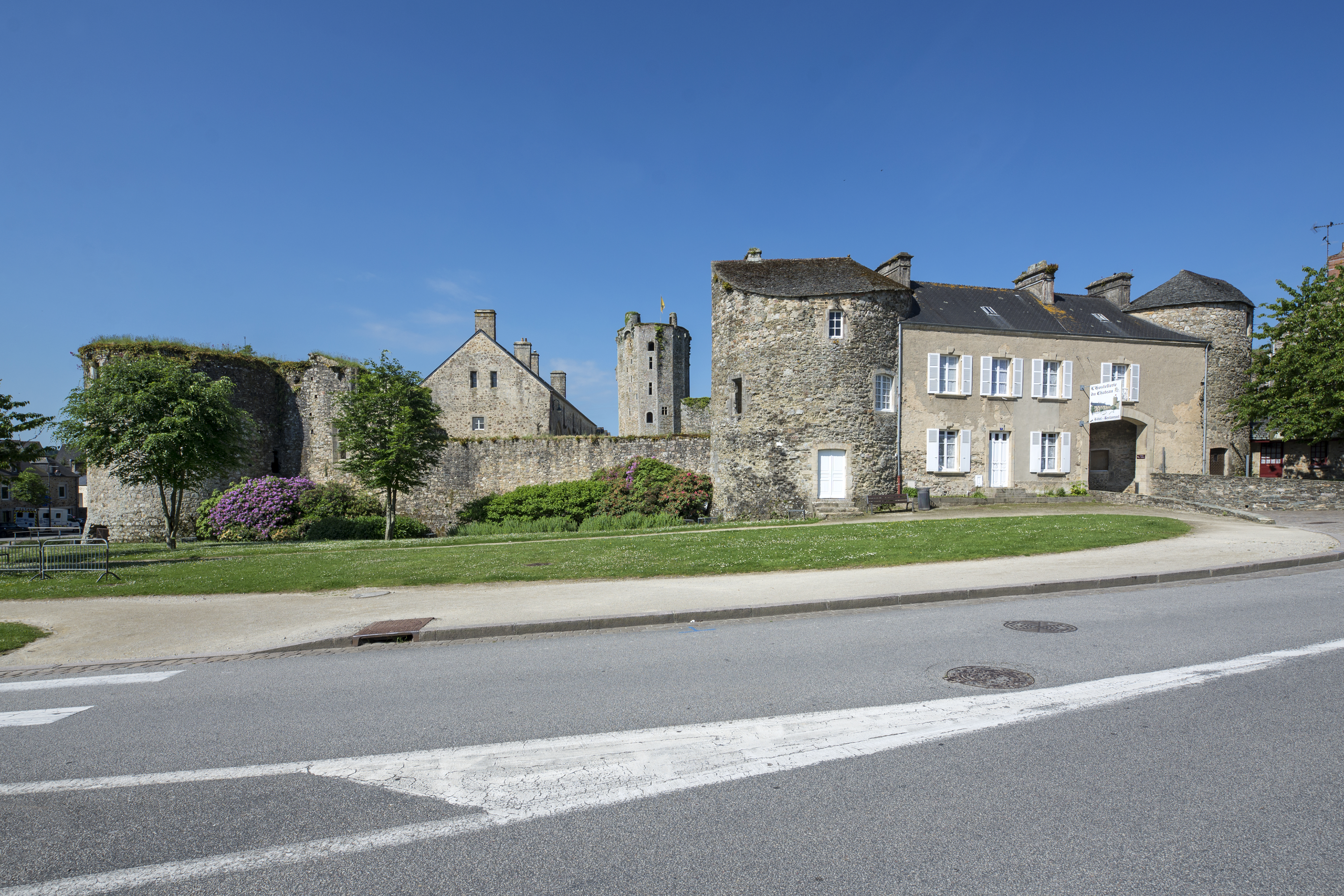
La maison moderne entre les deux tours polygonales.
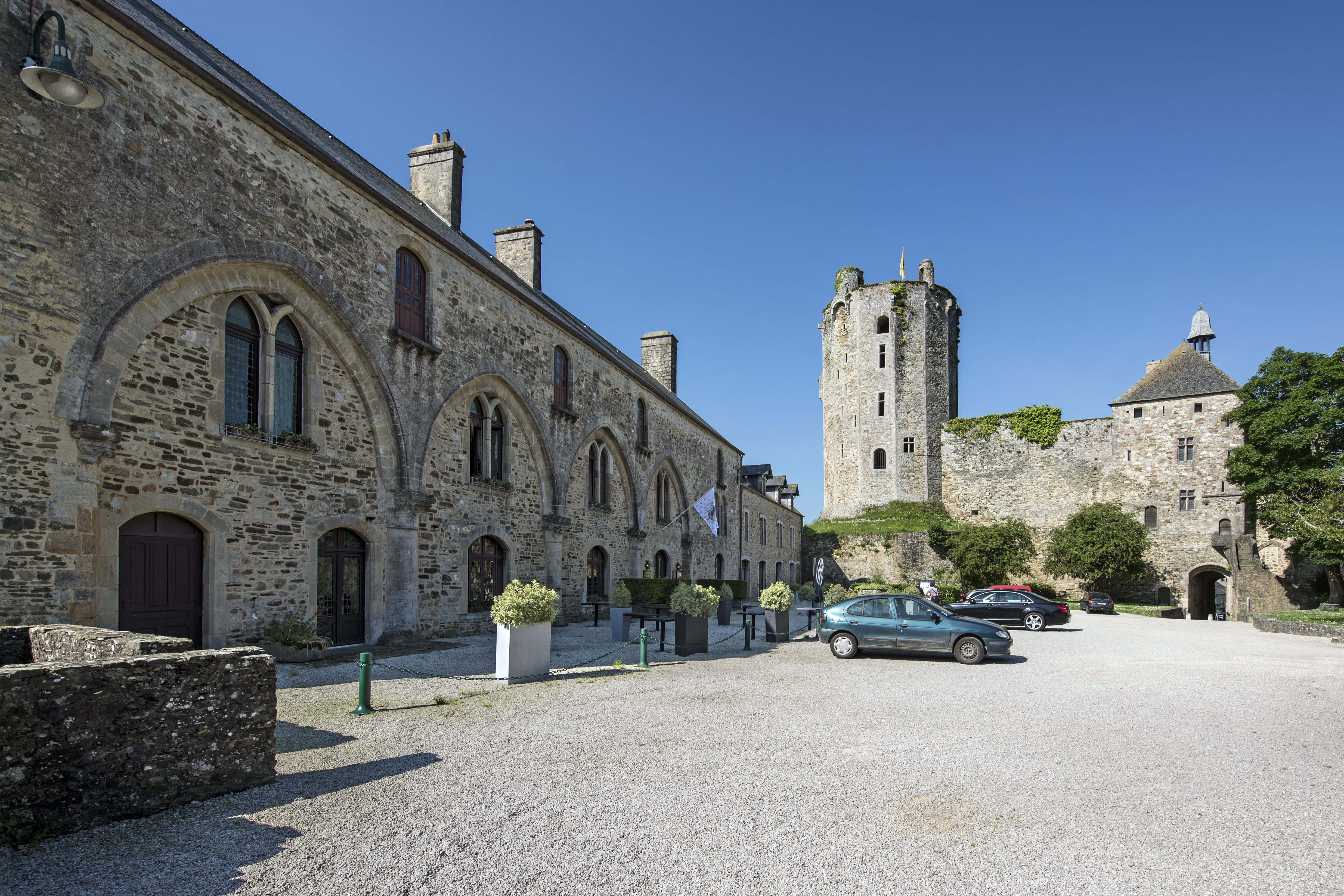
L'hôtel du vieux château (ancien logis seigneurial).
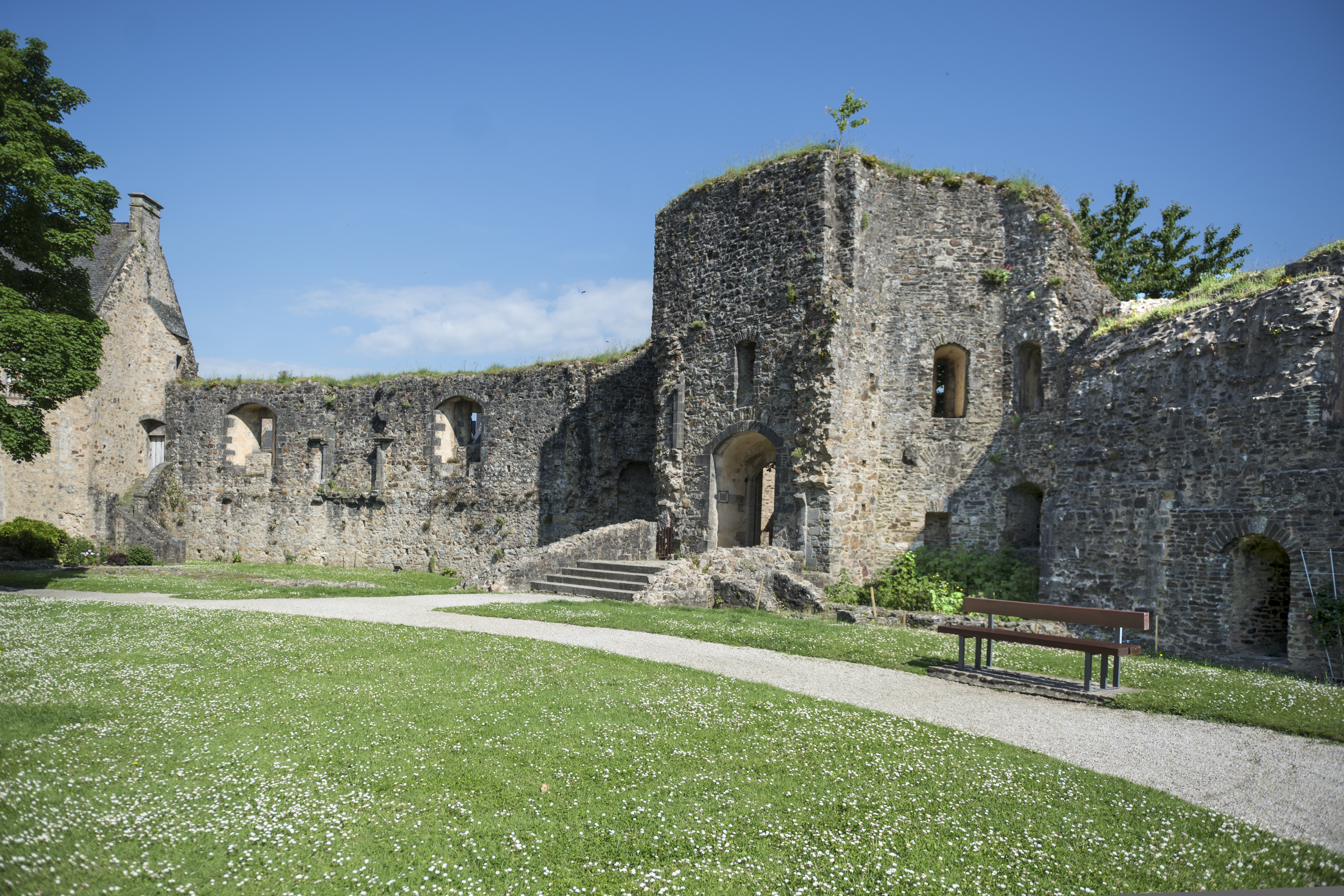
Les remparts ouest vu de l'intérieur avec la tour de l'Horloge.
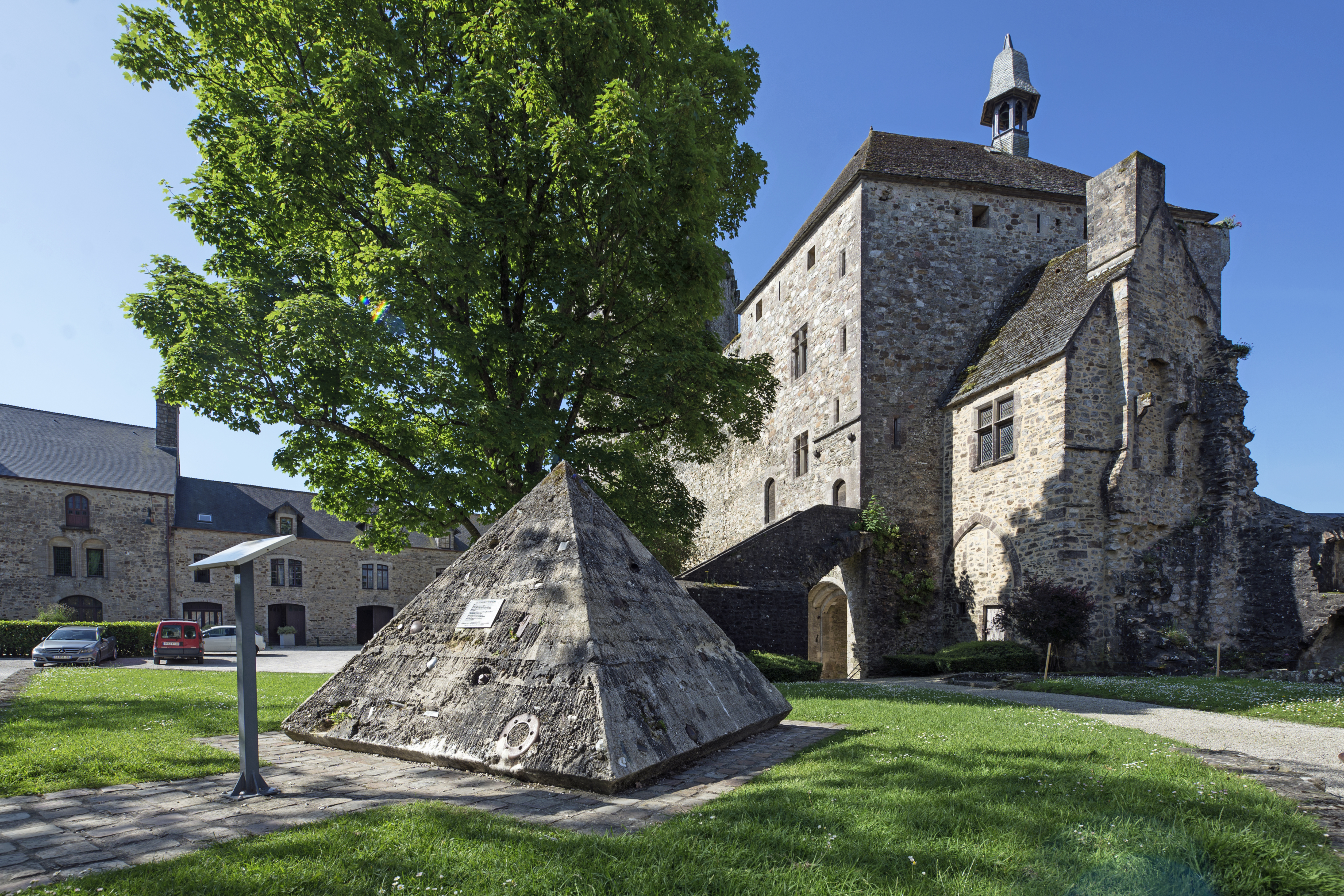
La pyramide de mémoire, œuvre du sculpteur Pascal Morabito pour célébrer l'an 2000.
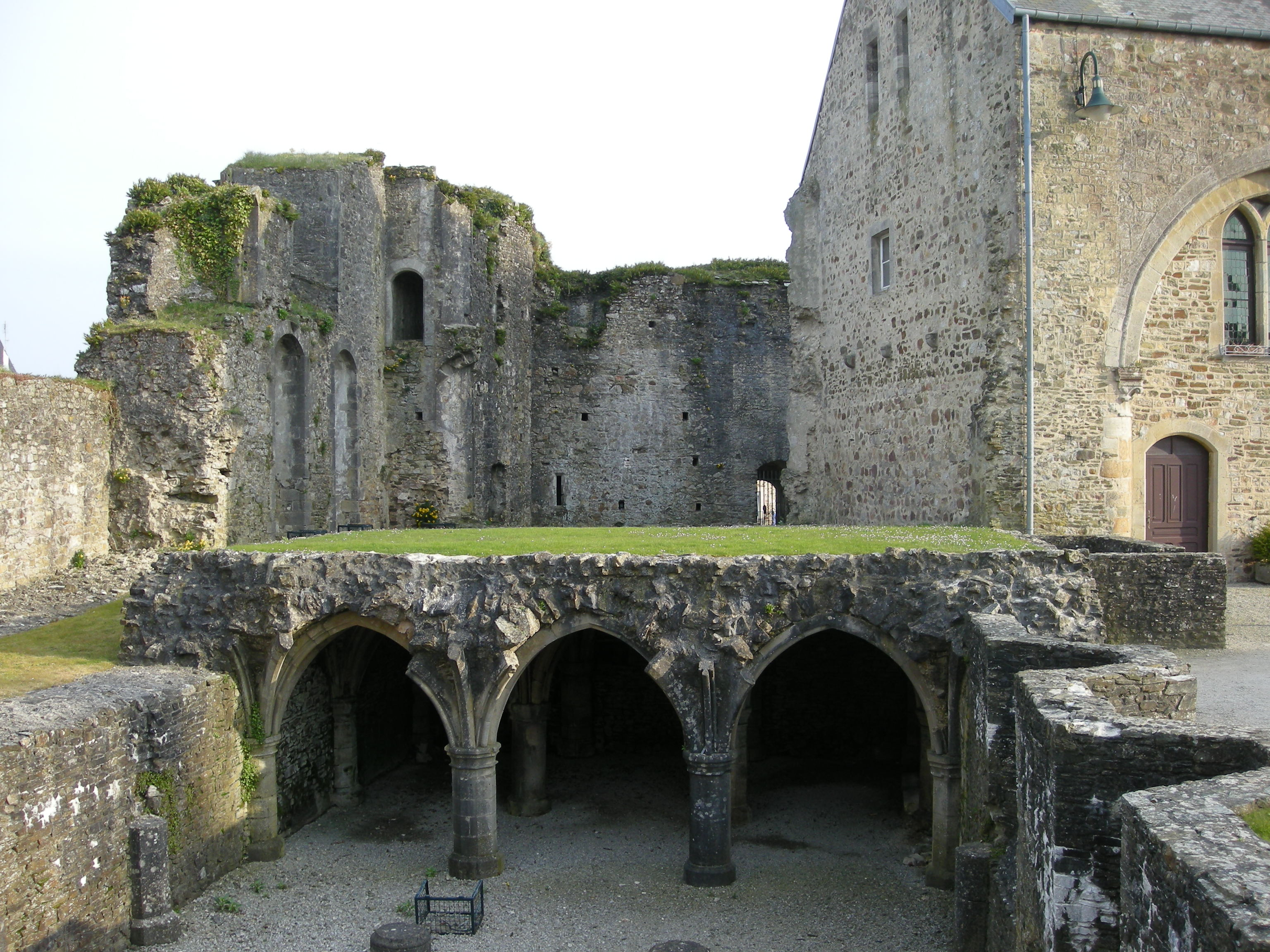
La cave voûtée du XIVe siècle.